# Élection présidentielle colombienne de 1898
L'élection présidentielle de Colombie de 1898, qui se déroule le 1er février 1898, permet de définir son nouveau président de la République pour la période 1898-1904. Le président est élu au suffrage indirect, via un collège électoral constitué en proportion de un représentant pour 1 000 habitants.

## Candidats
Les élections de 1898 se sont déroulées dans une atmosphère tendue de crise politique et de polarisation. D'un côté, il y avait le secteur conservateur regroupé dans le Parti national, groupe au pouvoir, auquel s'opposait les conservateurs traditionnels ou « historique » et le Parti libéral, marginalisé par le gouvernement après avoir été vaincu dans les deux dernières guerres civiles (1884 et 1895).

### Parti National
Le président sortant, Miguel Antonio Caro, se trouvant disqualifié pour se présenter comme candidat, s'est appuyé sur les figures de Manuel Antonio Sanclemente pour la présidence et de José Manuel Marroquín pour la vice-présidence, cherchant à maintenir les nationaux au pouvoir et à donner une continuité au régime de "Régénération".

### Parti Libéral
À leur tour, les libéraux avec Miguel Samper Agudelo et Foción Soto ont essayé de réconcilier les deux courants qui surgissaient à cette époque dans leur parti : l'un en faveur d'une alliance avec le gouvernement central, représenté par Samper, et l'autre plus enclin à promouvoir une insurrection armée contre le régime, défendue par Soto et d'autres dirigeants du parti comme Rafael Uribe.

### Parti Conservateur
Tant la candidature libérale que celle du général Rafael Reyes Prieto, promue par certains conservateurs historiques, proposaient la promotion de réformes politiques et fiscales qui mettraient fin au climat de polarisation que traversait le pays.

## Résultats
| Candidat à la présidence | Candidat à la présidence   | Parti ou mouvement | Votes | %    |
| ------------------------ | -------------------------- | ------------------ | ----- | ---- |
|                          | Manuel Antonio Sanclemente | National           | 1 606 | 78,5 |
|                          | Miguel Samper Agudelo      | Libéral            | 318   | 15,6 |
|                          | Rafael Reyes Prieto        | Conservateur       | 121   | 5,9  |
| Total                    | Total                      | Total              | 2 045 | 100  |

## Conséquences
Le fait que les votes pour Sanclemente aient été cinq fois supérieurs à ceux reçus par Samper a déclenché des protestations sur de possibles fraudes électorales , parmi lesquelles se sont distinguées celles émises par l'intellectuel conservateur Carlos Martínez Silva, qui a affirmé dans un discours que l'électorat libéral représentait au moins la moitié du pays.
Ces plaintes ont été bien accueillies au sein du camp des libéraux, en particulier dans les secteurs qui soutenaient la lutte contre le gouvernement par les armes. Ce fut l'une des justifications qui donnèrent naissance à la guerre des Mille Jours l'année suivante.
Au milieu de ce conflit, en juillet 1900, Sanclemente fut destitué par un coup d'État mené par le vice-président José Manuel Marroquín et soutenu par certains conservateurs historiques.